# Launchpad
Launchpad е уеб приложение и уебсайт, които позволяват на потребителите да разработват и поддържат софтуер, най-вече open-source софтуер. Разработва си и се поддържа от „Каноникъл“.
На 21 юли 2009 изходният код е отворен публично под GNU Affero General Public License. Към януари 2013 хранилището на Launchpad хоства повече от 30 000 проекта.